# Anthony Jean Valentin Obinna
Ne doit pas être confondu avec  Anthony Uzodimma Obinna.
Anthony Jean Valentin Obinna, né le 26 juin 1946 à Emekoukwou, au Nigeria, est un archevêque catholique nigérian, archevêque métropolitain d'Owerri du 26 mars 1994 au 6 mars 2022.

## Biographie
Né le 26 juin 1946 à Emekuokou (en) dans l'État nigérian d'Imo), Anthony Obinna est ordonné prêtre le 9 avril 1972 et incardiné dans le diocèse d'Owerri.
Nommé évêque d'Owerri par Jean-Paul II le 1er juillet 1993, il est consacré le 4 septembre suivant par Carlo Maria Viganò, alors pro-nonce au Nigeria (en), assisté de l'évêque émérite d'Owerri Mark Onwuha Unegbu, et l'évêque d'Orlu (en) Gregory Obinna Ochiagha. Le 26 mars 1994, le pape Jean-Paul II élève Owerry au rang d'archidiocèse et Anthony Obinna devient son premier archevêque métropolitain.
Le 6 mars 2022, le pape François accepte sa démission pour raison d'âge.